# Fontaine-sous-Montdidier
Fontaine-sous-Montdidier è un comune francese di 128 abitanti situato nel dipartimento della Somme nella regione dell'Alta Francia.

## Società

### Evoluzione demografica
Abitanti censiti